# Marguerite de Bayser-Gratry
Pour les articles homonymes, voir De Bayser.
Marguerite de Bayser-Gratry, née Marguerite Gratry à Bruxelles le 18 février 1881 et morte à Paris 16e le 14 février 1975, est une sculptrice française.

## Biographie
Fille de l'industriel franco-belge Jules Gratry (PDG fondateur des établissements Gratry) et de son épouse Mathilde Duray, Marguerite Gratry se marie en 1902 avec André de Bayser. Élève de Charles Vital-Cornu, Marguerite de Bayser-Gratry expose au Salon des Tuileries. Sociétaire du Salon d'automne dont elle obtient une médaille, elle gagne le Grand Prix au Salon des dessinateurs de 1925. 

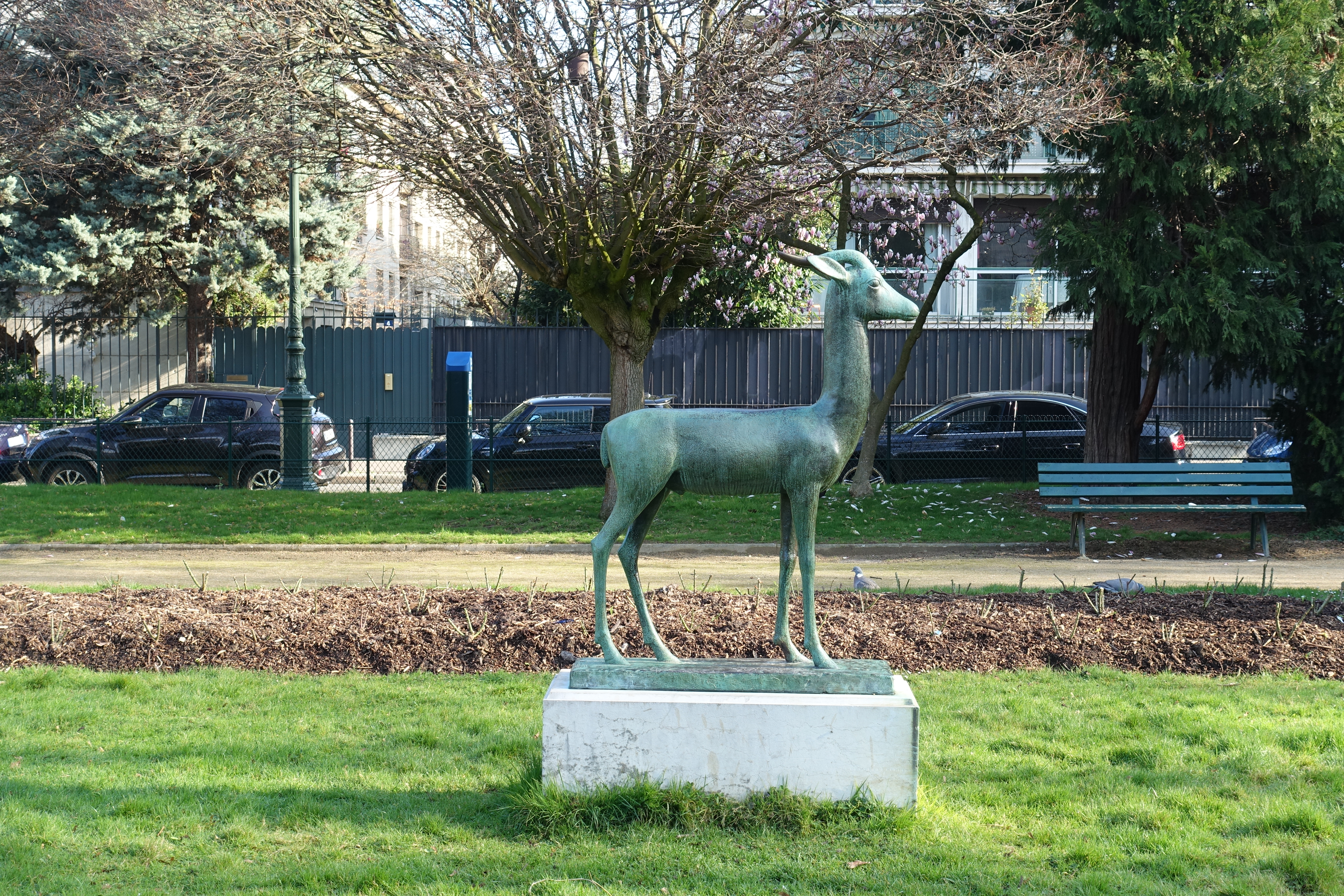
Gazelle du square Henry-Bataille, Paris.

Membre actif de la Société coloniale des artistes français, elle obtient une médaille au Salon des artistes français. 
Elle participe aux expositions de groupe organisées par la Société des femmes artistes modernes (FAM), créée en 1931 par Marie-Anne Camax-Zoegger. En 1936, elle participe aux côtés des peintres André Derain, Paul-Élie Gernez, Marcel Gromaire, Henri Le Sidaner, Jacques Lestrille, Henri Matisse et Pauline Peugniez, à l'exposition des Rosati de France à la Galerie Durand-Ruel à Paris. 
On lui doit des têtes, des poissons et des vases qui sont conservés, entre autres, dans les collections de la famille Rothschild, en Égypte chez les descendants du roi Fouad Ier et au musée Antoine-Vivenel à Compiègne.
Une gazelle en bronze qu'elle a réalisée est installée dans le square Henry-Bataille (16e arrondissement de Paris).

115, avenue Henri-Martin, Paris.

Elle meurt le 14 février 1975 à son domicile, au 115, avenue Henri-Martin à Paris 16e.

## Décoration
- Chevalier de la Légion d'honneur[4].

## Pour approfondir